# Парадајз
Парадајз (лат. Solanum lycopersicum L.), понекад зван патлиџан или рајчица, је биљка из породице помоћница (Solanaceae) и у блиском је сродству са дуваном, кромпиром, плавим патлиџаном и паприком. Ова врста потиче из западне Јужне Америке. Наватлска (астечки језик) реч tomatl је послужила као основа шпанске речи tomate, одакле води порекло и енглеска реч tomato. Употреба парадајза као култивиране хране се сматра да потиче од домородачког становништва| Мексика. Шпанци су упознали парадајз током њиховог контакта са Астецима у оквиру шпанске колонизације Америка и донели су ту биљку у Европу. Одатле се парадајз проширио на друге делове европског колонизованог света током 16. века.
Парадајз се конзумира на различите начине, сиров или куван, у многим јелима, сосевима, салатама, и пићима. Док је парадајз воће, јер је ботанички класификован као бобица, у свакодневној употреби он се често користи као поврће или гарнир.
Бројни варијетети биљке парадајза се узгајају широм света у пределима са умереном климом, при чему стаклене баште омогућавају продукцију парадајза током свих сезона године. Биљке парадајза типично расту до 1—3 m (3—10 ft) у висину. То су лозе које имају слабу стабљику која се шири и типично јој је потребна подршка. Биљке парадајза су вишегодишње у њиховом природном станишту, али се култивирају као једногодишње биљке. Грмасте биљке су једногодишње и престају са растом кад досегну одређену висину и производе усев одједном. Величина парадајза варира у зависности од култивара, са опсегом од 0,5—4 in (1,3—10,2 cm) у ширини.

## Ботаника

### Опис биљке
Вишегодишња је биљка, али се у умереном климатском појасу гаји као једногодишња. Длакава и лепљива биљка типично достиже висину од 1 до 3 m и има слабу дрвенасту стабљику која се често успиње као пузавица уз друге биљке. Листови су дуги 10 до 25 cm са назубљеним ивицама. Цветови су пречника 1 до 2 cm, жућкасте боје, са пет зашиљених латица; рађају у цвастима од 3 до 12. Плодови су у почетку зелени, а сазревањем добијају загаситоцрвену боју. Иако спада у воће, парадајз је у кулинарству поврће.

### Класификација
Године 1753, Лине је сврстао парадајз у род Solanum (заједно са кромпиром) као Solanum lycopersicum. Године 1768, Филип Милер га је преместио у његов засебни род, називајући га Lycopersicon esculentum. То име је ушло у широку употребу, мада оно технички крши правила именовања биљки пошто Ланеово име врсте lycopersicum још увек има предност. Иако је име Lycopersicum lycopersicum предложио Карстен (1888), оно се не користи јер крши Међународни кодекс номенклатуре који не дозвољава употребу таутонима у ботаничкој номенклатури. Кориговано име Lycopersicon lycopersicum (Nicolson 1974) је техинички валидно, пошто се Милерово име рода и Лиеово име врсте разликују по спеловању, али пошто је Lycopersicon esculentum постало тако широко познато, оно је званично наведено као nomen conservandum 1983. године, и сматра се коректним именом за парадајз у класификацији, која не сврстава парадајз у род Solanum.
Генетичка евиденција је сад показала да је Лине коректно ставио парадајз у род Solanum, што чини име Solanum lycopersicum коректним. Међутим оба имена ће вероватно бити присутна у литератури дуго времена. Два главна разлога за сматрања рода засебним су структура листа (листови парадајза се знатно разликују од других чланова рода Solanum), и биохемија (многи од алкалоида заступљени у другим врстама рода Solanum су упадљиво одсутни у парадајзу). С друге стране, хибриди парадајза и диплоиди кромпира се могу креирати у лабораторији путем соматске фузије, и делимично су плодни, што служи као доказ блиског односа између тих врста.

### Генетичке модификације
Парадајз модификован применом генетичког инжењерства је био развијен, и мада није комерцијално доступан у данашње време, такав парадајз је био у продаји у прошлости. Прва комерцијално доступна генетички модификована храна је био варијетет парадајза именован Флавр Савр, који је направљен тако да има дужи рок трајања. Научници настављају да развијају парадајз са новим особинама које се не налазе у природним усевима, као што је повећана отпорност на штеточине или стрес у окружењу. Други пројекти имају за циљ да се обогатити парадајз са супстанцама које могу понудити здравствене бенефиције или осигурати бољу исхрану.
Један међународни конзорцијум истраживача из 10 земаља, међу којима су истраживачи из Бојс Томсоновог института, почео је секвенцирање генома парадајза 2004. године, и креирана је база података геномичких секвенци и информација о парадајзу и сродним биљкама. Иницијална верзија генома је постала доступна у децембру 2009. године. Геноми његових митохондрија и хлоропласта су исто тако секвенцирани у оквиру овог пројекта. Комполетни геном за култивар Хеинз 1706 је објављен 31. маја 2012. у часопису Природа. Пошто много друго воће, као што су јагоде, јабуке, диње, и банане има низ заједничких карактеристика и гена, истраживачи сматрају да објављени геном може да помогне у побољшању квалитета хране, безбедности хране и умањењу трошкова код свог тог воћа.

## Порекло
Парадајз потиче из Јужне Америке. Генетички докази указују на то да је предак парадајза била зељаста биљка ситних зелених плодова која је успевала на Перуанским планинама. Од ове ране помоћнице настало је дестак врста парадајза које познајемо данас. Једна од врста, Solanum Lycopersicum, пренета је у Мексико, где су је гајили и користили у исхрани припадници тамошње праисторијске цивилизације. Тачан период када је култивисан није познат.
Верује се да је шпански истраживач Кортез први донео мале жуте плодове парадајза у Европу, након заузимања Астечког града Теночтитлана (данас град Мексико) 1521, мада има индиција да је Кристифор Колумбо открио парадајз још раније, 1493. Најранији запис о парадајзу у европској литератури потиче из 1544. и сачинио га је Пјетро Андреа Матиоли, италијански лекар и ботаничар који га је назвао „pomo d’oro“, што значи златна јабука.

## Лековито дејство
Парадајз се употребљава широм света и верује се да његова конзумација има позитивне ефекте на здравље, а посебно позитивно дејство има на срчани мишић. Парадајз садржи ликопен, један од најснажнијих природних антиоксиданата. У појединим студијама доказано је да ликопен (посебно у куваном парадајзу) помаже спречавање рака простате.
Лековити су пре свега плодови, који су богати витамином Ц, каротином, витамином Б1, а има и витамина Е. Поред витамина у плодовима су садржане и значајне количине мангана, гвожђа, бакра а највише калијума. Сок од парадајза посредством калијума снижава крвни притисак, а повећава излучивање желудачних и цревних сокова, што олакшава варење. Препоручује се у дијетама оболелих од реуматичних обољења, гихта, као и срчаних и бубрежних болести.
Ипак, потребан је известан опрез због присуства алкалоида соланина, природног пестицида/фунгицида, који је отрован и за људе. Соланин се може наћи и у другим помоћницама, а посебно у кромпиру.
| 100 g парадајза садржи: |    |      |       |         |          |            |           |
| kcal                    | kJ | вода | масти | калијум | калцијум | магнезијум | Витамин Ц |
| 17                      | 73 | 94 g | 0,2 g | 242 mg  | 9 mg     | 14 mg      | 25 mg     |

## Воће или поврће
Парадајз спада у воће, или прецизније у бобице. Како није сладак као плодови које називамо воћем, са кулинарске тачке гледишта се посматра као поврће и најчешће се служи као салата или се користи у кувању, а не као десерт, што је случај са већином воћа.
У исхрани се користи: свеж, конзервиран, као сок, као прелив (кечап — парадајз сос) или као зачин.